# NGC 2414
NGC 2414 est un très jeune amas ouvert, situé dans la constellation de la Poupe. Il a été découvert par l'astronome germano-britannique William Herschel en 1785.
NGC 2414 est à environ 3 455 pc (∼11 300 al) du système solaire et les dernières estimations donnent un âge de 9,5 millions d'années. La taille apparente de l'amas est de 6,0 minutes d'arc, ce qui, compte tenu de la distance, donne une taille réelle maximale d'environ 20 années-lumière. Le groupe est constitué de plusieurs arc d'étoiles couvrant une région de 5 à 6 degrés et centrés sur l'étoile HD 60308.
Selon la classification des amas ouverts de Robert Trumpler, cet amas renferme entre 50 et 100 étoiles (lettre m) dont la concentration est forte (I) et dont les magnitudes se répartissent sur un grand intervalle (le chiffre 3).